# Бекжигитов, Торетай Тунгышович
Торетай Тунгышович Бекжигитов (каз. Төретай Тунгышұлы Бекжігітов, 26 сентября 1961, с. Притрахтовое, Сайрамский район, Южно-Казахстанская область, КазССР) — казахстанский государственный деятель.

## Биография
Бекжигитов Торетай Тунгышович родился 26 сентября 1961 года в селе Притрахтовое Сайрамского района Южно-Казахстанской области. По национальности казах.

### Образование
В 1983 году окончил Казахский химико-технологический институт по специальности инженер по автоматизации.

### Трудовая деятельность
После окончания института в 1983—1984 годах работал слесарем-монтажником управления треста «Казхиммонтаж».
В 1984—1990 годах — электрослесарь КИПиА, мастер, старший мастер, энергетик, заместитель начальника цеха ПО «Чимкентшина».
В 1990—1995 годах — председатель кооператива, директор фирмы «Техника».
В 1995—1999 годах — президент АО «Шымкентшина».
С 14 мая 1999 по 17 января 2001 года занимал должность акима города Шымкента. В этот период в городе проходила масштабная оптимизация социальной сферы, секвестировался городской бюджет, проводилась реформа системы здравоохранения и образования. Было завершено строительство курантов на центральной площади и начата реконструкция самой площади. В 2000 году завершена компьютеризация школ на год раньше плана. Началась работа по перемещению киосков с центральных улиц города.
Также при нём не был допущен демонтаж троллейбусной линии к дендропарку — Бекжигитов верил, что «жизнь наладится, и троллейбусы пойдут». Вместе с секретарём маслихата К. Халметовым в июне 2000 года обратился к акиму Южно-Казахстанской области Б. Сапарбаеву с просьбой увеличить городской бюджет, однако в действительности он был сокращён. Одновременно ухудшилось газообеспечение города.
В январе 2001 года снял с должности гендиректора ГКП «Шымкентэнерго» И. Анесова за «ненадлежащее исполнение обязанностей, выразившееся в неоднократных отключениях теплоснабжающих и других жизненно важных объектов».
17 января 2001 года подал в отставку, объяснив это непростыми отношениями с областным акиматом и необходимостью сохранить стабильность в городе.